# Lepidoscia annosella
Lepidoscia annosella is een vlinder uit de familie van de zakjesdragers (Psychidae). De wetenschappelijke naam van deze soort is voor het eerst voorgesteld als Tinea annosella door Francis Walker in een publicatie uit 1869. De spanwijdte bedraagt ongeveer 3 centimeter.
De soort komt voor in Australië (Victoria, Tasmanië).